# Incendie de Copenhague en 1795

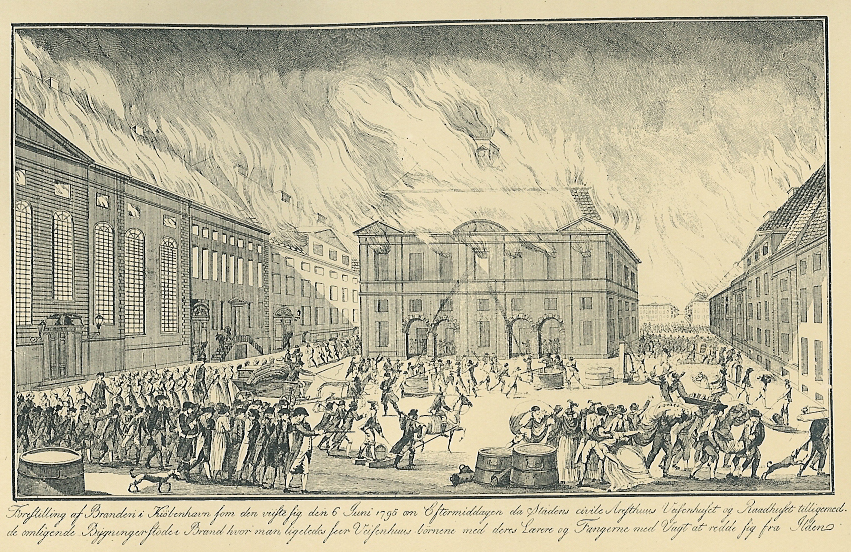
L'incendie, le 6 juillet 1795. L'image dépeint Gammeltorv, avec l'hôtel de ville au centre.

L'incendie de Copenhague de 1795 a débuté le 5 juillet 1795, à 3 heures de l'après-midi à l'ancienne base navale située au sud-est de Kongens Nytorv, sur Gammelholm. L'incendie s'est déclenché dans le magasin de bois et de charbon, à l'heure où les ouvriers avaient déjà regagné leurs logements. Cela a eu pour conséquence de retarder les premières opérations d'extinction du feu.
L'incendie a fait suite à une longue période sèche, de plus, il a touché un stockage de cordes et de goudron, ce qui a contribué à son expansion rapide. Un vent fort d'est-sud-est a par ailleurs répandu l'incendie dans la ville, de Gammelholm au Holmens Canal, ainsi qu'au delà du canal dans le quartier situé autour de l'église Sankt Nicolai et le long de Gammel Strand jusqu'à la zone située autour de Nytorv et Gammeltorv.

## Conséquences
L'incendie est arrêté définitivement le 7 juillet, à environ 4 heures de l'après-midi, après avoir détruit 909 maisons et partiellement endommagé 74 autres. Plus de 6 000 habitants sur les 100 000 que compte la ville se sont retrouvés sans abris. Nombre d'entre eux trouveront refuge dans les ruines du château de Christiansborg, récemment incendié, mais dont les murs encore debout peuvent abriter des familles entières.
Avec l'incendie de 1728, la partie médiévale de Copenhague s'est retrouvée entièrement détruite. Aujourd'hui, seules quelques maisons antérieures au XVIIIe siècle existent encore dans cette partie de la ville. De plus, des édifices historiques seront détruits par incendie quand la ville est attaquée par les Britanniques en 1807.

## Sources
- (en) Cet article est partiellement ou en totalité issu de l’article de Wikipédia en anglais intitulé « Copenhagen Fire of 1795 » (voir la liste des auteurs).